# Les Loges (Haute-Vienne)
 (juin 2016).
Si vous disposez d'ouvrages ou d'articles de référence ou si vous connaissez des sites web de qualité traitant du thème abordé ici, merci de compléter l'article en donnant les références utiles à sa vérifiabilité et en les liant à la section « Notes et références ».
Les Loges est un hameau de la commune d'Ambazac, situé sur la colline surplombant le Beuvreix, dans le département de la Haute-Vienne en France.
Il comporte une maison bourgeoise, une ancienne école et quelques fermes, dont la ferme des Faux (des hêtres), où a vécu et travaillé le peintre Maurice Boitel pendant toute la seconde moitié du XXe siècle. Aux Loges, se trouvent plusieurs châtaigniers de plus de six cents ans d'âge[réf. nécessaire].

## Toponymie
Le toponyme Loges est dérivé de l'ancien français loge désignant une hutte ou cabane couverte de feuillage, du germanique *laubja, en vieux bas francique signifie « abri de branchages, cabane de feuillages, hutte ».